# Мадуэнья, Хосе
Хосе Антонио Мадуэнья Лопес (англ. José Antonio Madueña López; родился 29 мая 1990 года, Мехикали, Мексика) — мексиканский футболист, полузащитник клуба «Масатлан».

## Биография
Мадуэнья — воспитанник клуба «Тихуана». 28 февраля 2010 года в матче против «Крус Асуль Идальго» он дебютировал в Лиге Ассенсо. В 2012 году Хосе вместе с клубом вышел в элиту. 21 июля в поединке против «Пуэблы» он дебютировал в мексиканской Примере.
Для получения игровой практики в 2013 году Мадуэнья на правах аренды перешёл в «Дорадос де Синалоа». 25 августа в матче против «Алебрихес де Оаксака» он дебютировал за новую команду.
Летом 2014 года контракт с «Тихуаной» закончился и Хосе перешёл в столичную «Америку». 10 августа в поединке против УАНЛ Тигрес он дебютировал за новую команду. В том же году Мадуэнья стал чемпионом Мексики. В апреле 2015 года вместе с «Америкой» он выиграл Лигу чемпионов КОНКАКАФ.
После окончания аренды Мадуэнья недолго поиграл за «Тихуану», а в начале 2016 года на правах аренды перешёл в «Атлас». 21 февраля в матче против «Пачуки» он дебютировал за новую команду. 1 мая в поединке против «Чьяпас» Хосе забил свой первый гол за «Атлас». По итогам сезона Мадуэнья подписал с клубом полноценный контракт.
В начале 2018 года Хосе перешёл в «Крус Асуль». 7 января в матче против своего бывшего клуба «Тихуаны» он дебютировал за новую команду.

## Титулы
- Чемпион Мексики (1): Апертура 2014
- Обладатель Кубка Мексики (1): Апертура 2018
- Обладатель Кубка чемпионов КОНКАКАФ (1): 2014/2015